# West Indies Cricket Team in England in der Saison 1969
Die Tour des West Indies Cricket Teams nach England in der Saison 1969 fand vom 12. Juni bis zum 15. Juli 1969 statt. Die internationale Cricket-Tour war Bestandteil der Internationalen Cricket-Saison 1969 und umfasste drei Tests. England gewann die Serie 2–0.

## Vorgeschichte
Für beide Mannschaften war es die erste Tour der Saison.
Das letzte Aufeinandertreffen der beiden Mannschaften bei einer Tour fand in der Saison 1967/68 in den West Indies statt.

## Stadien
Die folgenden Stadien wurden für die Tour als Austragungsort vorgesehen.
| Stadion                     | Stadt      | Kapazität | Spiele  |
| --------------------------- | ---------- | --------- | ------- |
| Headingley Stadium          | Leeds      | 17.000    | 3. Test |
| Lord’s Cricket Ground       | London     | 30.000    | 2. Test |
| Old Trafford Cricket Ground | Manchester | 19.000    | 1. Test |

## Kaderlisten
Die Mannschaften benannten die folgenden Kader.
| Test | Test |
| England | West Indies |
| --- | --- |
| - Ray Illingworth (K) - Geoff Boycott - David Brown - Basil D’Oliveira - John Edrich - Tom Graveney - John Hampshire - Barry Knight - Alan Knott (wk) - Peter Parfitt - Phil Sharpe - John Snow - Derek Underwood | - Garry Sobers (K) - Basil Butcher - Steve Camacho - Joey Carew - Charlie Davis - Mike Findlay (wk) - Maurice Foster - Roy Fredericks - Lance Gibbs - Jackie Hendriks (wk) - Vanburn Holder - Clive Lloyd - John Shepherd - Greyson Shillingford |

## Tour Matches
Die West Indies bestritten insgesamt sechs Tour Matches auf dieser Tour, davon zwei gegen die irische Nationalmannschaft.

## Tests

### Erster Test in Manchester
| 12. – 17. Juni Scorecard | Manchester | England 413 (197.5) & 12-0 (4.5) | – | West Indies 147 (48) & 275 (f/o) |
|                          |            | England gewinnt mit 10 Wickets   |   |                                  |

England gewann den Münzwurf und entschied sich als Schlagmannschaft zu beginnen.

### Zweiter Test in London
| 26. Juni – 1. Juli Scorecard | London (Lord’s) | West Indies 380 (158) & 295-9d (100.5) | – | England 344 (157.4) & 295-7 (106) |
|                              |                 | Remis                                  |   |                                   |

Die West Indies gewannen den Münzwurf und entschieden sich als Schlagmannschaft zu beginnen.

### Dritter Test in Leeds
| 10. – 15. Juli Scorecard | Leeds | England 223 (98) & 240 (131.4) | – | West Indies 161 (64.3) & 272 (106.2) |
|                          |       | England gewinnt mit 30 Runs    |   |                                      |

Die West Indies gewannen den Münzwurf und entschieden sich als Schlagmannschaft zu beginnen.